# 10209 Izanaki
10209 Izanaki este un asteroid din centura principală de asteroizi.

## Descriere
10209 Izanaki este un asteroid din centura principală de asteroizi]. A fost descoperit pe 24 august 1997 la Nachi-Katsuura de Yoshisada Shimizu și Takeshi Urata. Asteroidul prezintă o orbită caracterizată de o semiaxă mare de 2,43 ua, o excentricitate de 0,20 și o înclinație de 3,3° în raport cu ecliptica.